# Ferdinand Möhring
Ferdinand Möhring, född 1816 i Alt-Ruppin i Brandenburg, död 1887 i Wiesbaden, var en organist, musikdirektör och tonsättare främst av kvartetter för mansröster.
Möhring var organist och sånglärare i Neuruppin och blev känd genom sina kvartetter för mansröster, bland vilka Bön på havet och Sov i ro blev populära i Sverige.

## Biografi
Ferdinand Möhring föddes i Alt Ruppin utanför Neuruppin som son till möbelsnickaren Johann Friedrich Möhring och växte upp i Neuruppin, där han också gick i gymnasiet. År 1830 började han på yrkesskolan i Berlin för att på sin fars begäran utbilda sig till byggmästare. Han kom dock att byta skola till institutet för kyrkomusik och år 1835 framfördes hans första motett. 
Hans strävan efter en allsidig musikalisk utbildning ledde till att han från 1837 till 1840 studerade musik vid Akademie der Künste. Han komponerade här huvudsakligen instrumentalmusik, bland annat en symfoni i B-dur som uruppfördes av Felix Mendelssohn Bartholdy i Gewandhaus i Leipzig. Den 26 januari 1840 uppförde han tillsammans med kurskamraterna sin avslutningskonsert på Singakademie i Berlin. Han flyttade därefter till Saarbrücken där han blev ledare för manskörföreningen och organist i Ludwigskirche. 
Han gjorde resor till Paris från 1842 och framåt, där han lärde känna Frédéric Chopin. År 1844 utnämndes han till kunglig musikdirektör och 1845 utnämndes han till organist i Mariakyrkan i Neuruppin samt musiklärare vid Neuruppins gymnasium.
Från 1845 till 1874 ledde han som musikdirektör manskörföreningen i Altruppin, som sedan 1904 bär Möhrings namn till hans minne.
År 1857 gifte han sig med målardottern Hedwig Schulz. Från 1873 försörjde han sig på heltid som kompositör. År 1876 flyttade han till Wiesbaden, där han umgicks i kretsen kring Gustav Freytag, Franz Abt och Friedrich von Bodenstedt. Han avled 1887 i Wiesbaden och ligger begravd där på Nordfriedhof.